# Albin Stenroos
Albin Stenroos (Oskar Albinus Stenroos), född 24 februari 1889 i Vemo, död 30 april 1971 i Helsingfors, var en finsk långdistanslöpare.
Under OS 1912 i Stockholm tog Stenroos brons på 10 000 meter i ett lopp som vanns av landsmannen Hannes Kolehmainen. Han kom också på sjätte plats i invididuell terränglöpning, och placerade sig tvåa i lagtävlingen i terränglöpning tillsammans med Jalmari Eskola och Hannes Kolehmainen.
År 1915 satte Stenroos världsrekord på 30 km med tiden 1:48.06,2. Han förbättrade sedan rekordet med nästan två minuter 1924. Från 1923 innehade han också rekordet på 20 km (1:07.11,2).
Stenroos hade inte sprungit maraton på 15 år när han bestämde sig for att delta i detta lopp under OS 1924 i Paris. Det slutade med att han tog guld nästan sex minuter före silvermedaljören med tiden 2:41.22.
Stenroos kom på andra plats i Boston Marathon 1926.
Han är begravd på Sandudds begravningsplats i Helsingfors.